# Nadia Delago
Nadia Delago (Bresanona, 12 de noviembre de 1997) es una deportista italiana que compite en esquí alpino. Participó en los Juegos Olímpicos de Pekín 2022, obteniendo una medalla de bronce en la prueba de descenso. 

## Palmarés internacional
| Juegos Olímpicos | Juegos Olímpicos | Juegos Olímpicos  | Juegos Olímpicos |
| Año              | Lugar            | Medalla           | Prueba           |
| ---------------- | ---------------- | ----------------- | ---------------- |
| 2022             | Pekín (China)    | Medalla de bronce | Descenso         |